# Karl Wilmanns (Mediziner)
Franz Karl Heinrich Wilmanns (* 26. Juli 1873 in Durango, Mexiko; † 23. August 1945 in Wiesbaden) war ein deutscher Psychiater.

## Leben und Wirken
Wilmanns wurde als Sohn der hanseatischen Kaufmanns- und Gelehrtenfamilie Wilmanns in Mexiko geboren, kam mit sechs Jahren nach Deutschland und wuchs in Bremen auf. Er studierte in Bonn, Göttingen und Berlin und promovierte 1897 mit einer pharmakologischen Dissertation: Die direkte Erregung der Atmungscentra durch den Weingeist.
Von 1898 bis 1901 war er Assistent bei Anton Delbrück – der die Pseudologia phantastica beschrieb – im St.-Jürgen-Asyl in Bremen und bei Carl Wilhelm Pelman an der Heil- und Pflegeanstalt in Bonn. 1902 wurde er Assistent von Emil Kraepelin an der Großherzoglichen Psychiatrischen Universitätsklinik in Heidelberg, wo er sich 1906 bei dessen Nachfolger Franz Nissl habilitierte und 1912 Außerordentlicher Professor wurde. Als „Hilfsarzt“ – heute Oberarzt – von Nissl förderte er den Medizinstudenten und Volontärsassistenten Karl Jaspers. Im Ersten Weltkrieg war er zeitweise als Sanitätsoffizier tätig.
1917 wurde er als Nachfolger von Leopold Oster (1863–1917) kurzfristig Direktor der Großherzoglich Badischen Heil- und Pflegeanstalt bei Konstanz, 1918 erhielt Wilmanns einen Ruf als Nissls Nachfolger als Leiter der Psychiatrischen Universitätsklinik Heidelberg.
1933 wurde er aufgrund § 4 des neu eingeführten „Gesetzes zur Wiederherstellung des Berufsbeamtentums“ aus dem Staatsdienst entlassen, da er sich kurz vor der Machtübernahme der Nationalsozialisten respektlos über Hitler und Göring geäußert hatte. In einer Vorlesung soll er festgestellt haben: „Hitler hat im Anschluß an seine im Feld erlittene Verschüttung eine hysterische Reaktion gehabt“. Über Göring äußerte er, dieser sei ein „chronischer Morphinist“. Sein Nachfolger wurde Carl Schneider, der Anhänger der Nationalsozialisten war und sich in den Dienst der Krankenmorde gestellt hatte.

## Familie
Der Vater von Karl Wilmanns war Kaufmann und Teilhaber verschiedener Handelshäuser in Durango, Torreón und Honolulu. Seine Mutter Ottilie Delius war die Tochter des Textilunternehmers und Gutsbesitzers Heinrich Anton Delius, der zeitweise in Mexiko tätig war und der Versmolder Dynastie von Leinenhändlern entstammte. Karl Wilmanns war ein Bruder des Chemikers Gustav Wilmanns. Die Botanikerin Otti Wilmanns war die Tochter seines jüngsten Bruders Hans Rudolf.
Der Jurist und Reichstagsabgeordnete Karl Wilmanns, der Althistoriker Gustav Heinrich Wilmanns und der Germanist Wilhelm Wilmanns waren Brüder seines Vaters Franz Rudolph Florenz.
Der Arzt Richard und der Geschichtsdidaktiker Ernst Wilmanns waren Cousins von Karl Wilmanns. Deren Vater Hilmar, Konsul und Kaufmann in Durango, war ein Bruder von Karl Wilmanns Vater.
Wilmanns wurde im Familiengrab von Franz Rudolph und Ottilie Wilmanns auf dem Osterholzer Friedhof in Bremen-Osterholz bestattet.

## Prinzhorn-Sammlung
In der Psychiatrischen Universitätsklinik Heidelberg hatten bereits Kraepelin und Wilmanns Zeichnungen und Aquarelle von Patienten gesammelt. Diese Sammlung wurde in den Jahren 1919 bis 1922 von Hans Prinzhorn, der Assistent bei Wilmanns war, in dessen Auftrag umfassend erweitert. Die daraus entstandene „Prinzhorn-Sammlung“, umfasst heute rund 5.000 Arbeiten von etwa 450 Patienten psychiatrischer Anstalten.

## Schriften (Auswahl)
- Die Psychosen der Landstreicher. In: Centralblatt für Nervenheilkunde und Psychiatrie. Jahrgang 25 = Neue Folge, Band 13, 1902, ZDB-ID 200968-7, S. 729–746, (Digitalisat).
- Das Landstreichertum, seine Abhilfe und Bekämpfung. In: Monatsschrift für Kriminalpsychologie und Strafrechtsreform. Jahrgang 1, 1904/1905, S. 605–620, (Digitalisat).
- Zur Psychopathologie des Landstreichers. Eine klinische Studie. Barth, Leipzig 1906, (Digitalisat).
- Über Gefängnispsychosen (= Sammlung zwangloser Abhandlungen aus dem Gebiete der Nerven- und Geisteskrankheiten. Band 8, Heft 1, ZDB-ID 513645-3). C. Marhold, Halle/Saale 1908, (Wilmanns, Karl (1908), auf Wikiversity).
- mit Paul Nitsche: Die Geschichte der Haftpsychosen. In: Zeitschrift für die gesamte Neurologie und Psychiatrie. Referate und Ergänzungen. Band 3, Heft 5, 1911, S. 353–382, (Digitalisat).
  - englisch: The History of the Prison Psychoses (= Nervous and Mental Disease Monograph Series. Nr. 13, ZDB-ID 1003043-8). The Journal of Nervous and Mental Disease Publishing Company, New York NY 1912, (Digitalisat).
- als Redakteur: Die Schizophrenie (= Oswald Bumke (Hrsg.): Handbuch der Geisteskrankheiten. Band 9, Spezieller Teil 5). Springer, Berlin 1932.